# Zatorze (Słupsk)
Zatorze – największa dzielnica Słupska, podzielona na następujące osiedla:
- Osiedle Niepodległości
- Osiedle Króla Jana III Sobieskiego (Osiedle Królów Polskich)
- Osiedle Króla Stefana Batorego
- Osiedle Piastów.
- Osiedle Zachodnie (planowane)

Wedle danych znajdujących się w słupskim Urzędzie Miejskim granica dzielnicy Zatorze biegnie na zachód od trakcji kolejowej Szczecin-Gdańsk, od północy sąsiaduje ze Słupską SSE, od wschodu ze Śródmieściem i Nadrzeczem. Zwyczajowo jednak, mieszkańcy Słupska za części dzielnicy Zatorze, uważają jedynie Osiedle Króla Jana III Sobieskiego i Osiedle Króla Stefana Batorego. Natomiast Osiedle Niepodległości i  Osiedle Piastów uważane są za osobną część miasta.
Na Zatorzu mieści się kilka ważnych dla miasta instytucji m.in.: kilka zespołów szkół ponadgimnazjalnych, Urząd Skarbowy, Urząd Pracy w Słupsku, Młodzieżowe Centrum Kultury (MCK, emcek). 
W dzielnicy Zatorze znajdują się następujące kościoły parafialne: pw. św. Józefa Oblubieńca NMP przy ul. Szczecińskiej 38, pw. św. Maksymiliana Marii Kolbego przy ul. Piłsudskiego 20, pw. św. s. Faustyny Kowalskiej przy ul. Konarskiego 17 oraz pw. Świętej Rodziny przy ul. Grottgera 9.